# Linga amiantus
Linga amiantus är en musselart som först beskrevs av Dall 1886.  Linga amiantus ingår i släktet Linga och familjen Lucinidae. Inga underarter finns listade i Catalogue of Life.